# Waar het licht is
Waar het licht is (Engels: All the bright places) is een roman van de Amerikaanse schrijfster Jennifer Niven. Het boek is gepubliceerd op 6 januari 2015 en is Nivens eerste young-adultboek. Het verhaal bestaat uit korte stukjes die worden verteld door Finch en Violet. Hierdoor kunnen de lezers het verhaal volgen vanuit beide perspectieven en ervaren hoe de tieners alles beleven.

## Verhaal
De tieners Theodore Finch en Violet Markey ontmoeten elkaar op de klokkentoren van de school. Beiden zijn depressief en willen een eind aan hun leven maken, toevallig op hetzelfde moment. Theodore staat eigenlijk al klaar om te springen maar wordt afgeleid door Violet en besluit om haar van de dood te weerhouden.
Theodore komt uit een gebroken gezin met een gewelddadige vader die hertrouwt met een jongere vrouw; Violet voelt zich schuldig aan de dood van haar zus tijdens een auto-ongeluk.
Tussen Theodore en Violet ontstaat een relatie. Ondanks dat Theodore een talentvolle en charismatische jongen is, wordt hij op school gepest. Ook Violet is een buitenstaander, en samen proberen ze zich staande te houden op een school waar ze zich niet thuis voelen. Dankzij Theodore durft Violet uiteindelijk weer auto te rijden, maar andersom neemt hij niets van haar aan: hij zakt steeds verder weg in zijn depressie terwijl zij juist zoekt naar redenen om te blijven leven.

## Ontvangst
De recensent van The New York Times had moeite met de onrealistische beschrijving van de middelbare school, waar niemand iets lijkt te geven om de leerlingen en er zonder problemen kan worden gerookt tijdens een sportles. Ook was er kritiek op het thema waarin een zwaarmoedige jongen het gebroken meisje redt.
In The Guardian werd kritiek gegeven op de overdreven welbespraaktheid en diepzinnige gesprekken tussen de twee; ook was er volgens de recensent een mager plot en kwamen grote delen van het verhaal en de personages onrealistisch over. Wel werd de strijd van de twee hoofdpersonen met hun gevoelens als authentiek ervaren.

## Verfilming
Nog voordat het boek was uitgegeven, waren de filmrechten al verworven door de producenten Paula Mazur en Mitchell Kaplan. Uiteindelijk vond de première van de gelijknamige film plaats in 2020 op Netflix.